# 芳野川樋門竣工記念碑

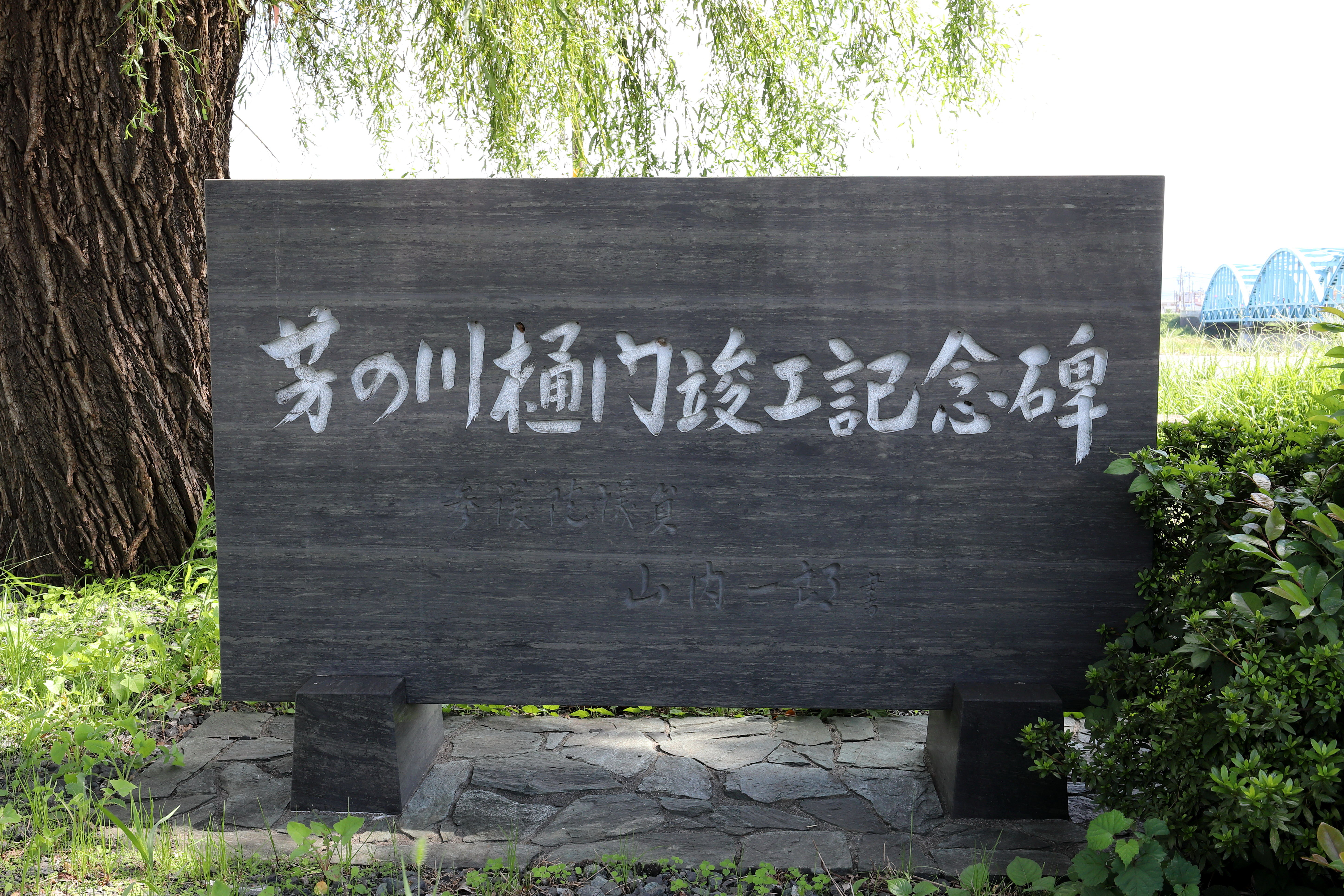
芳の川樋門竣工記念碑

芳野川樋門竣工記念碑（よしのがわひもんしゅんこうきねんひ）は、福井県福井市稲多元町にある石碑である。

## 概要
芳野川は森田地区を東西に縦断し九頭竜川に注ぐ一級河川である。樋門は小さく、1976年（昭和51年）9月の豪雨で樋門上の堤防が陥没した。地元住民は相模嘉平氏を先頭に樋門と屈曲する堤防の改修運動を起こした。念願の竣工を記念する碑である。